# 84. Oscar-gála
A 84. Oscar-gálán az Amerikai Filmművészetek és Filmtudományok Akadémiája a 2011-es év legjobb filmjeit és filmeseit honorálja. A díjátadó ceremóniát 2012. február 26-án rendezték meg a hollywoodi Kodak Theaterben.

## Kategóriák és jelöltek
A jelöltek listáját 2012. január 24-én, kedden tették közzé.

### Legjobb film
- The Artist – A némafilmes
- Éjfélkor Párizsban
- Az élet fája
- Hadak útján
- A leleményes Hugo
- Pénzcsináló
- A segítség
- Utódok
- Rém hangosan és irtó közel

### Legjobb színész
- Demian Bichir (A kertész)
- George Clooney (Utódok)
- Jean Dujardin (The Artist – A némafilmes)
- Gary Oldman (Suszter, szabó, baka, kém)
- Brad Pitt (Pénzcsináló)

### Legjobb színésznő
- Glenn Close (Albert Nobbs)
- Viola Davis (A segítség)
- Rooney Mara (A tetovált lány)
- Meryl Streep (A Vaslady)
- Michelle Williams (Egy hét Marilynnel)

### Legjobb mellékszereplő színész
- Kenneth Branagh (Egy hét Marilynnel)
- Jonah Hill (Pénzcsináló)
- Nick Nolte (Warrior – A végső menet)
- Christopher Plummer (Kezdők)
- Max von Sydow (Rém hangosan és irtó közel)

### Legjobb mellékszereplő színésznő
- Bérénice Bejo (The Artist – A némafilmes)
- Jessica Chastain (A segítség)
- Melissa McCarthy (Koszorúslányok)
- Janet McTeer (Albert Nobbs)
- Octavia Spencer (A segítség)

### Legjobb rendező
- Woody Allen (Éjfélkor Párizsban)
- Michel Hazanavicius (The Artist – A némafilmes)
- Terrence Malick (Az élet fája)
- Alexander Payne (Utódok)
- Martin Scorsese (A leleményes Hugo)

### Legjobb eredeti forgatókönyv
- The Artist – A némafilmes (Michel Hazanavicius)
- Éjfélkor Párizsban (Woody Allen)
- Koszorúslányok (Annie Mumolo és Kristen Wiig)
- Krízispont (J.C. Chandor)
- Nader és Simin – Egy elválás története (Aszhar Farhadi)

### Legjobb adaptált forgatókönyv
- A hatalom árnyékában (Beau Willimon, George Clooney és Grant Heslov)
- A leleményes Hugo (John Logan)
- Pénzcsináló (Aaron Sorkin, Stan Chervin és Steven Zaillian)
- Suszter, szabó, baka, kém (Bridget O'Connor és Peter Straughan)
- Utódok (Alexander Payne, Jim Rash és Nat Faxon)

### Legjobb operatőr
- The Artist – A némafilmes (Guillaume Schiffman)
- A tetovált lány (Jeff Cronenweth)
- A leleményes Hugo (Robert Richardson)
- Az élet fája (Emmanuel Lubezki)
- Hadak útján (Janusz Kamiński)

### Legjobb vágás
- The Artist – A némafilmes (Anne-Sophie Bion és Michel Hazanavicius)
- Utódok (Kevin Tent)
- A tetovált lány (Angus Wall és Kirk Baxter)
- A leleményes Hugo (Thelma Schoonmaker)
- Pénzcsináló (Christopher Tellefsen)

### Legjobb látványtervezés
- A leleményes Hugo
- The Artist – A némafilmes
- Harry Potter és a Halál ereklyéi 2.
- Éjfélkor Párizsban
- Hadak útján

### Legjobb jelmez
- Anonymous
- The Artist – A némafilmes
- A leleményes Hugo
- Jane Eyre
- W. E.

### Legjobb smink
- Albert Nobbs
- Harry Potter és a Halál Ereklyéi 2.
- A Vaslady

### Legjobb eredeti filmzene
- Tintin kalandjai (John Williams)
- The Artist – A némafilmes (Ludovic Bource)
- A leleményes Hugo (Howard Shore)
- Suszter, szabó, baka, kém (Alberto Iglesias)
- Hadak útján (John Williams)

### Legjobb eredeti dal
- Muppets („Man or Muppet”)
- Rio („Real in Rio”)

### Legjobb hang
- A tetovált lány
- A leleményes Hugo
- Pénzcsináló
- Transformers 3.
- Hadak útján

### Legjobb hangvágás
- Drive – Gázt!
- A tetovált lány
- A leleményes Hugo
- Transformers 3.
- Hadak útján

### Legjobb vizuális effektek
- Harry Potter és a Halál Ereklyéi 2.
- A leleményes Hugo
- Vasököl
- A majmok bolygója: Lázadás
- Transformers 3.

### Legjobb animációs film
- Chico and Rita (Fernando Trueba és Javier Mariscal)
- Csizmás, a kandúr (Chris Miller)
- Egy macska kettős élete (Alain Gagnol és Jean-Loup Felicioli)
- Kung Fu Panda 2 (Jennifer Yuh)
- Rango (Gore Verbinski)

### Legjobb idegen nyelvű film
- Bullhead (Belgium)
- Footnote (Izrael)
- In Darkness (Lengyelország)
- Nader és Simin – Egy elválás története (Irán)
- Monsieur Lazhar (Kanada)

### Legjobb dokumentumfilm
- Hell and Back Again (Danfung Dennis)
- If a Tree Falls: A Story of the Earth Liberation Front (Marshall Curry)
- Paradise Lost 3: Purgatory (Bruce Sinofsky és Joe Berlinger)
- Pina (Gian-Piero Ringel és Wim Wenders)
- Undefeated (Daniel Lindsay és T.J. Martin)

### Legjobb rövid dokumentumfilm
- The Barber of Birmingham: Foot Soldier of the Civil Rights Movement
- God Is the Bigger Elvis
- Incident in New Baghdad
- Saving Face
- The Tsunami and the Cherry Blossom

### Legjobb rövidfilm
- Pentecost
- Raju
- The Shore
- Time Freak
- Tuba Atlantic

### Legjobb animációs rövidfilm
- Dimanche
- The Fantastic Flying Books of Mr. Morris Lessmore
- La Luna
- A Morning Stroll
- Wild Life

## Statisztika

### Egynél több jelöléssel bíró filmek
- 11 jelölés: A leleményes Hugo
- 10 jelölés: The Artist – A némafilmes
- 6 jelölés: Pénzcsináló, Hadak útján
- 5 jelölés: Utódok, A tetovált lány
- 4 jelölés: A segítség, Éjfélkor Párizsban
- 3 jelölés: Albert Nobbs, Harry Potter és a Halál Ereklyéi 2., Suszter, szabó, baka, kém, Transformers 3., Az élet fája
- 2 jelölés: Nader és Simin – Egy elválás története, Koszorúslányok, Rém hangosan és irtó közel, A Vaslady, Egy hét Marilynnel

### Egynél több díjjal bíró filmek
- 5 díj: The Artist – A némafilmes, A leleményes Hugo
- 2 díj: A Vaslady